# سمبات لپوتیان
سمبات لپوتیان (ارمنی: Սմբատ Լպուտյան؛ زاده ۱۴ فوریهٔ ۱۹۵۸) استادبزرگ شطرنج اهل ارمنستان است.
میناسیان در چهار دوره در سال‌های ۱۹۷۸، ۱۹۸۰، ۱۹۹۸ و ۲۰۰۱ قهرمان شطرنج ارمنستان شد.
وی از سال ۲۰۰۲ بنیانگذار-رئیس آکادمی شطرنج ارمنستان می‌باشد
در سال ۲۰۰۶ در ۳۷مین دوره المپیاد شطرنج فیده در تورین، ایتالیا لپوتیان به همراه لوون آرونیان، ولادیمیر هاکوبیان، آرتاشس میناسیان، گابریل سارگیسیان و کارن آسریان در ترکیب تیم ارمنستان به مقام قهرمانی رسید
| به‌دلیل برخی مشکلات فنی، نمودارها موقتاً قابل مشاهده نیستند. اطلاعات بیشتر پیرامون این مشکل در فابریکاتور و وبگاه مدیاویکی در دسترس است. | |
| | به‌دلیل برخی مشکلات فنی، نمودارها موقتاً قابل مشاهده نیستند. اطلاعات بیشتر پیرامون این مشکل در فابریکاتور و وبگاه مدیاویکی در دسترس است. |